# Erdélyi Klára
Erdélyi Klára (? – Sükösd, 1863 körül) hittérítő, írónő.

## Élete
Művelt és buzgó vallásos nő az iparos osztályból; 1860 körül már világtalan volt és a búcsúhelyeket látogatta; ő hozta be Kalocsán és az egész Duna-Tisza közt fekvő megyébe a katolikusok közé a rózsafüzér ismeretét; jó hangja volt és énekével lelkesítette a búcsúra járó asszonyokat.

## Munkái
Útmutatás a rózsafüzér vagyis a szent olvasó ájtatos használatára, a boldogságos szűz Máriát tisztelő r. ker. kath. nép számára. Kalocsa, 1858. (Több kiadása van.)